# Monasterio Mtsvane
La iglesia de San Jorge de Chitakhevi (en georgiano: ჩითახევის წმინდა გიორგის ეკლესია) es una iglesia medieval ubicada en el valle del centro-sur de Borjomi, en la región de Samtskhe-Javakheti, Georgia. Es conocida popularmente como Monasterio Mtsvane (მწვანე მონასტერი, mts'vane monast'eri), es decir, el Monasterio Verde. Abandonado durante más de doscientos años, el monasterio fue restaurado para uso cristiano en 2003. Es un sitio popular de turismo y peregrinación. La iglesia monástica y el campanario están inscritos en la lista de Monumentos culturales inamovibles de importancia nacional de Georgia.

## Historia
El monasterio está ubicado en el pueblo de Chitakhevi, a unos 12 km al sureste de la ciudad de Borjomi, en el distrito de Borjomi, región de Samtskhe-Javakheti. Se encuentra en un estrecho desfiladero boscoso en la sección suroeste del parque nacional Borjomi-Kharagauli. La historia del monasterio es desconocida. La creencia local de su dedicación a San Jorge encontró una probable confirmación epigráfica en un fragmento de antefijo con el nombre de San Jorge, desenterrado en 2012. Después de la despoblación del valle de Borjomi como resultado de la guerra incesante y el bandidaje en el siglo XVIII, el monasterio fue abandonado. Las instalaciones, cubiertas de vegetación salvaje, fueron parcialmente recuperadas de la naturaleza en 1978, restauradas en 1988 y repobladas por monjes georgianos en 2003. Siguió un aumento en la peregrinación, impulsado por la creencia de que las piedras en el arroyo cercano adquirieron un tono rojizo después de una masacre de monjes locales por los soldados del shah Tahmasp I en la década de 1550.

## Diseño
El monasterio de Chitakhevi consta de una basílica de tres naves, fechada estilísticamente a fines del siglo IX o X, y un campanario de dos pisos, que también data del siglo XV o XVI. Hay restos de antiguas células monásticas y algunas estructuras accesorias cercanas. La iglesia está construida de sillería y escombros toscamente tallados; los principales elementos constructivos, como columnas, pilastras y arcos, están realizados en sillería cuidadosamente teñida de verde. El edificio mide 14.5 x 19.2 metros. Termina en un ábside semicircular en el sur y un pastoforio al norte. En la esquina norte del ábside hay una puerta angosta, arqueada internamente y rematada externamente por un arquitrabe. La iglesia está mal iluminada, principalmente a través de dos ventanas cortadas en el ábside. Tanto las paredes internas como las externas son lisas, sin ninguna decoración significativa; los restos de frescos, probablemente realizados en el siglo XII o XIII, sobreviven en el ábside y en el muro oeste. Un campanario se encuentra a pocos metros al sureste de la iglesia. Es una estructura de dos pisos, la planta baja alberga una pequeña capilla; el piso superior es un campanario con aberturas arqueadas de lados paralelos apoyadas en columnas masivas.